# Tridactyle thomensis
Tridactyle thomensis là một loài thực vật có hoa trong họ Lan. Loài này được P.J.Cribb & Stévart mô tả khoa học đầu tiên năm 2004.